# Filip Forman
Filip Forman (* 4. srpna 2002) je český florbalový útočník, reprezentant, vicemistr světa z roku 2022 a dvojnásobný juniorský mistr světa z let 2019 a 2021. V českých a švédských nejvyšších florbalových soutěžích hraje od roku 2019.

## Klubová kariéra
Forman s florbalem začal v dětském věku v klubu FbŠ Bohemians pod trenérským vedením svého bratrance Martina Formana a později i Michala Jedličky. V klubu již hrál i jeho starší bratr Mikuláš. V juniorské lize získali v sezóně 2017/2018 mistrovský titul a o rok později ještě vicemistrovský.
V Superlize začal za Bohemians hrát od ročníku 2019/2020. V první třech sezónách byl nejproduktivnějším hráčem týmu. V roce 2019 Bohemians s Formanem získali poprvé stříbro v Poháru Českého florbalu.
Během přerušení sezóny 2020/2021 kvůli pandemii covidu-19 v Česku odešel na několik týdnů hrát do švédského klubu FBC Kalmarsund. Čtyřmi góly ve svém posledním zápase pomohl Kalmarsundu poprvé v historii porazit IBF Falun. V klubu následně zorganizovali sbírku ve snaze udržet Formana v týmu.
V sezóně 2021/2022 se stal kapitánem Bohemians a byl nejmladším vítězem kanadského bodování v historii soutěže. V dalším ročníku 2022/2023 tým pod jeho vedením poprvé v historii zvítězil v pohárové soutěži a poprvé postoupil do semifinále ligy.
Po úspěšné sezóně přestoupil opět do Kalmarsundu. V týmu ho jako asistent trenéra doplnil jeho bratranec Martin, který zde působil již dříve. Ve Švédsku hrál dva roky, v obou skončily s týmem ve čtvrtfinále. Následně se vrátil do Bohemians.

## Reprezentační kariéra

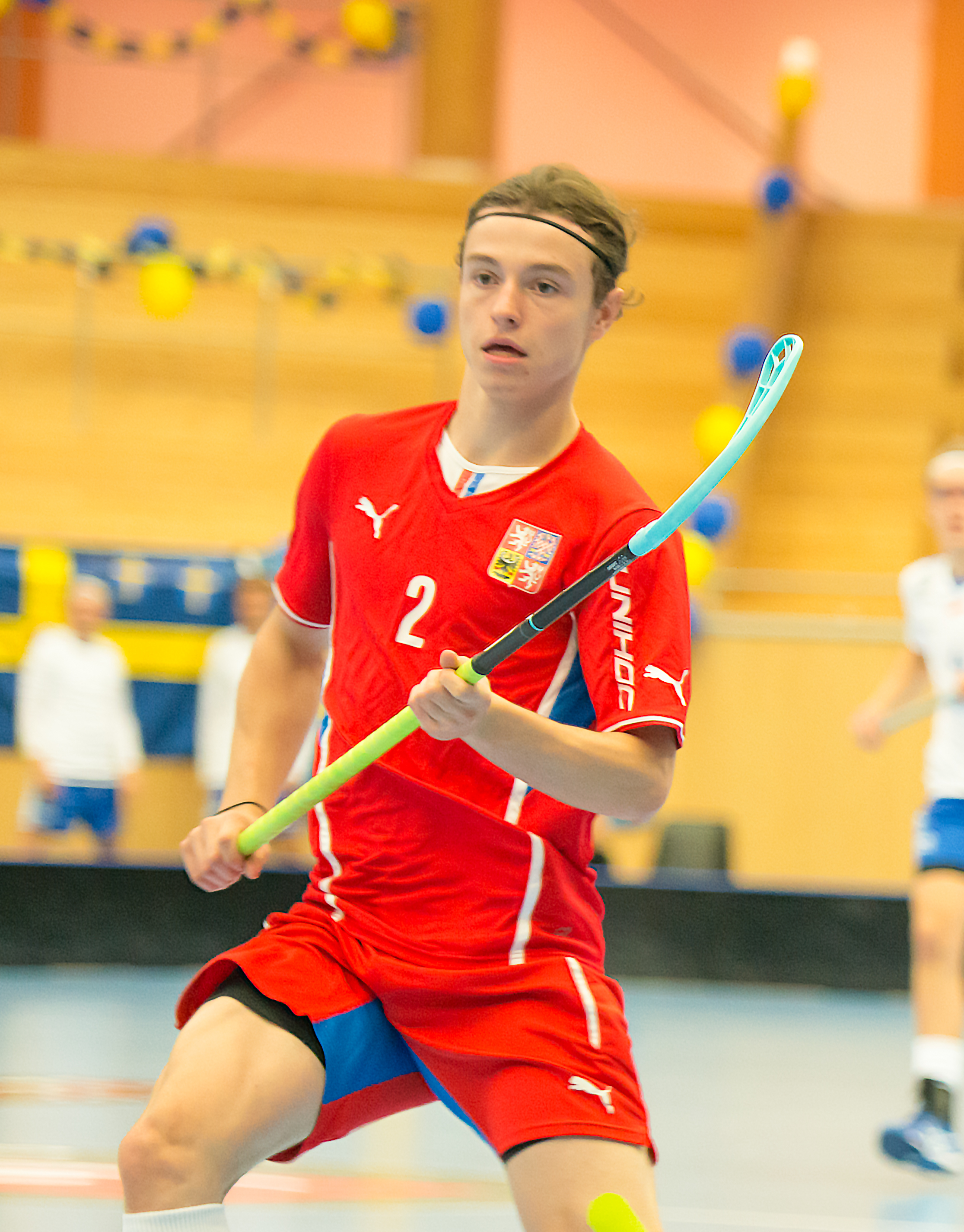
Forman na juniorském EFT v roce 2018

Forman již v 16 letech reprezentoval Česko na mistrovství světa do 19 let v roce 2019, kde Češi získali historicky první zlatou medaili na jakémkoli florbalovém mistrovství světa. Forman byl zařazen do All Star týmu.
Na dalším juniorském mistrovství v roce 2021 dovedl již jako kapitán český tým k obhajobě titulu a jako první český hráč obhájil pozici v All Star týmu. S Matějem Havlasem jsou jediní dva hráči, kteří se zúčastnili obou vítězných turnajů. S celkovými 18 body z těchto šampionátů drží Forman český juniorský reprezentační rekord.
V mužské florbalové reprezentaci se poprvé objevil v 17 letech v lednu 2020 v kvalifikaci na mistrovství světa jako pátý nejmladší český hráč v historii. Na Euro Floorball Tour (EFT) v říjnu 2021 vstřelil rozhodující nájezd ve čtvrtém českém vítězství nad Finskem v historii. Na Mistrovství světa ve florbale 2020 získal s českou reprezentací bronz. K dalšímu bronzu přispěl jako nejužitečnější hráč týmu na Světových hrách 2022.

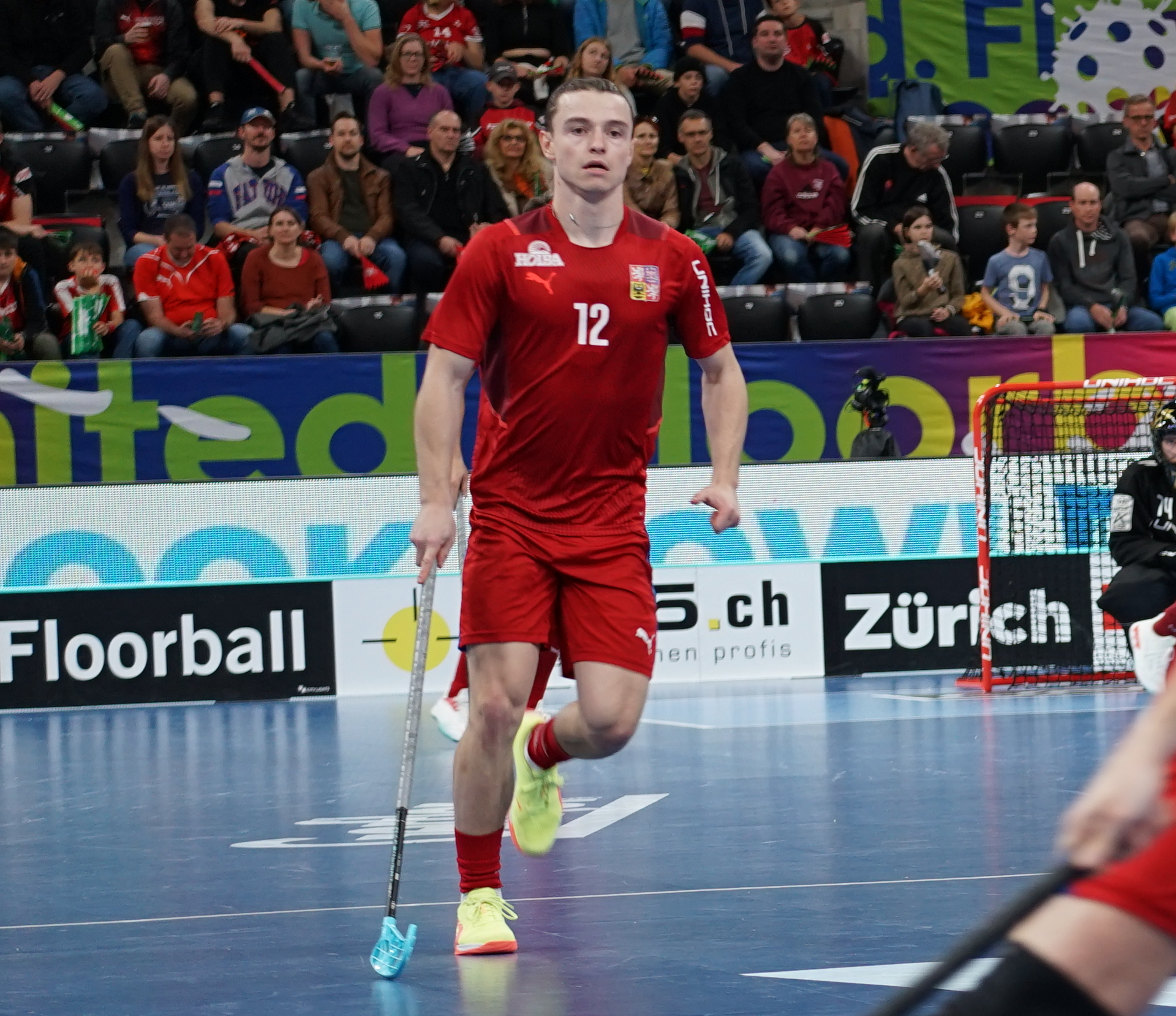
Forman na Mistrovství světa 2022

Na Mistrovství světa v roce 2022, kde Česko získalo po 18 letech druhou stříbrnou medaili, vstřelil v postupovém semifinálovém zápase dva góly a na další asistoval. V základí skupině vybojovali proti Švédsku první remízu na mistrovství světa. Na EFT v listopadu 2023 porazili Švédy celkově počtvrté, tentokrát rekordní výhrou, ve které Švédsko poprvé obdrželo dvouciferný počet branek. Dvě z nich vstřelil Forman.

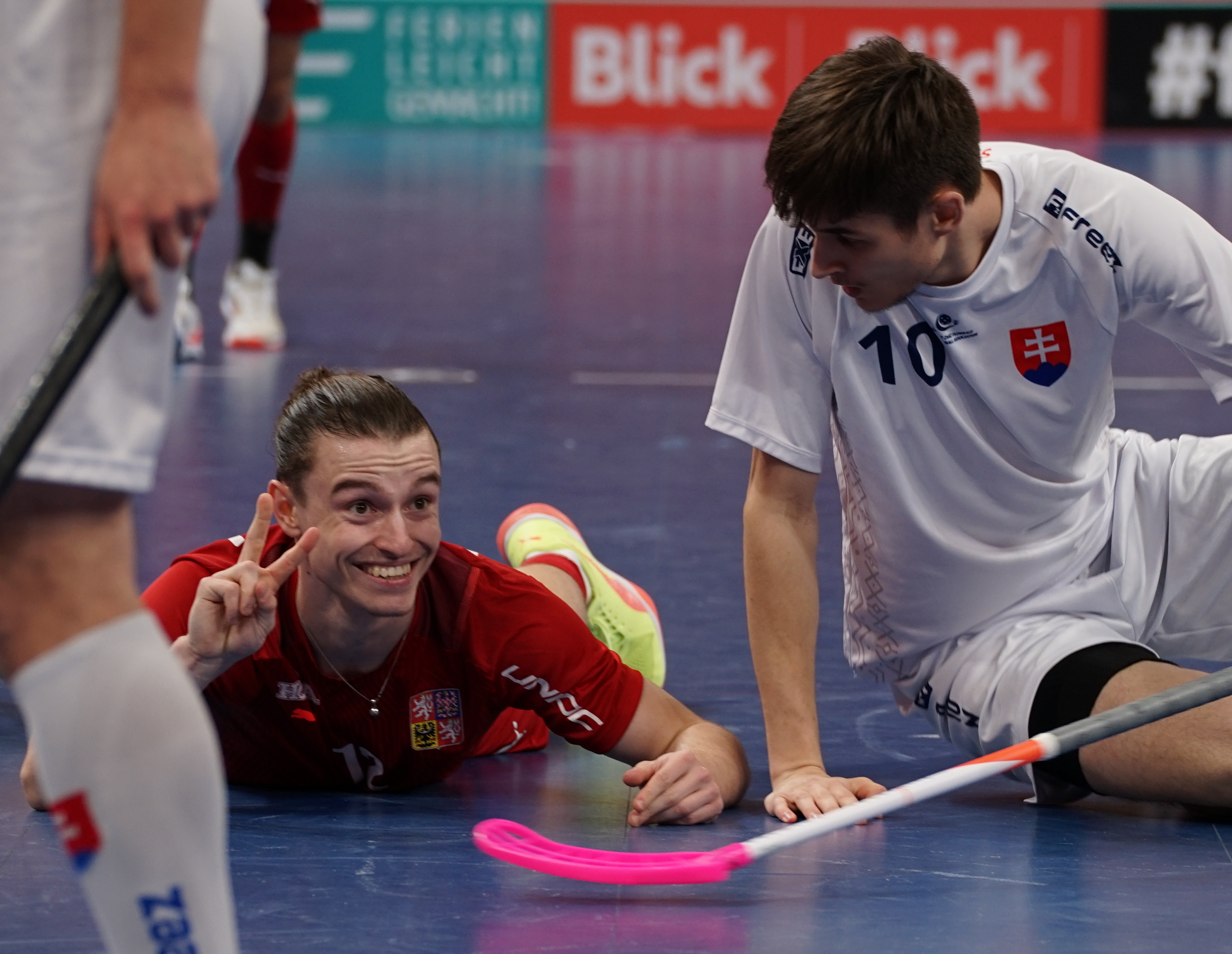
Forman na Mistrovství světa 2022

Zúčastnil se i šampionátu v roce 2024, kde však pro něj trenéři nenašli vhodné spoluhráče, a Forman tak dostal méně herního prostoru. Ve vítězném zápase o bronz zaznamenal jednu asistenci.
| Umístění         | Soutěž                                                               |
| ---------------- | -------------------------------------------------------------------- |
| Zlatá medaile    | Mistrovství světa ve florbale do 19 let 2019 (All Star tým)          |
| Zlatá medaile    | Mistrovství světa ve florbale do 19 let 2021 (kapitán, All Star tým) |
| Bronzová medaile | Mistrovství světa ve florbale 2020                                   |
| Bronzová medaile | Florbal na Světových hrách 2022                                      |
| Stříbrná medaile | Mistrovství světa ve florbale 2022                                   |
| Bronzová medaile | Mistrovství světa ve florbale 2024                                   |

## Ocenění
V letech 2020 a 2021 byl vyhlášen za českého juniora sezóny.